# Dżamdat Nasr

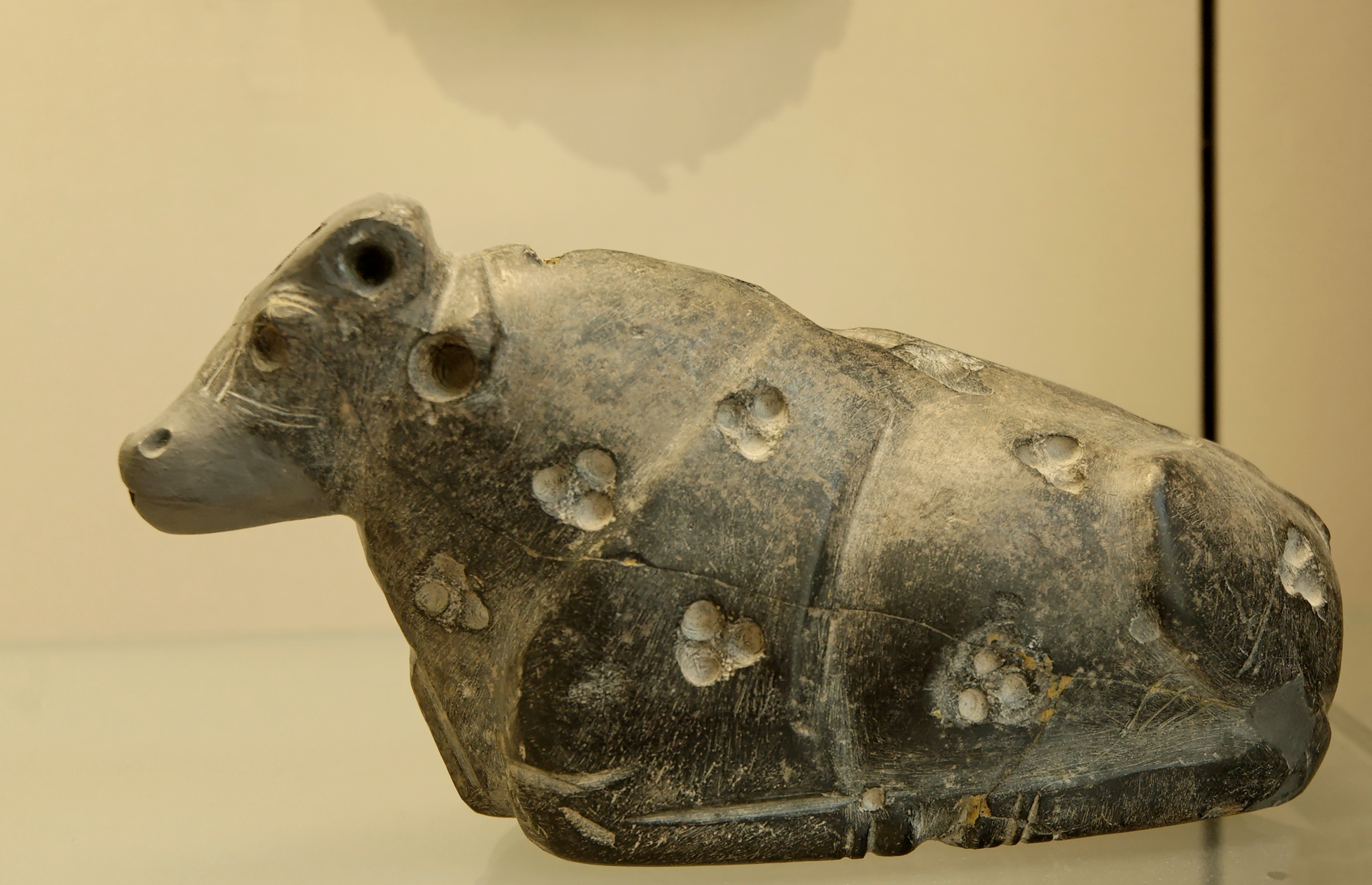
Rzeźba siedzącego byka pochodząca z wykopalisk w Dżamdat Nasr

Dżamdat Nasr – miasto w Iraku, leżące 75 kilometrów na południe od Bagdadu. Znajdują się w nim ruiny starożytnego miasta, które naukowcy najczęściej identyfikują jako Kidnun. Odkryto w nim ruiny dużej budowli na planie prostokąta (świątynia lub pałac) oraz pozostałości osiedla z okresu predynastycznego (poprzedzającego okres wczesnych dynastii sumeryjskich)
Nazwą Dżamdat Nasr określa się ostatnią fazę (około 3100–2900 p.n.e.) epoki predynastycznej w Mezopotamii (wczesna epoka brązu).
Najbardziej charakterystyczną cechą kultury Dżamdat Nasr jest ceramika malowana na czarno i czerwono we wzory geometryczne (zwana ceramiką Dżamdat Nasr). Pojawiły się też wtedy reliefowe naczynia kamienne oraz naczynia metalowe i rzeźby figuralne (głowa z Uruk). Stosowano już wtedy dość powszechnie tak charakterystyczne dla Mezopotamii rzeźbione pieczęcie cylindryczne. Odkryto również pochodzące z tego okresu tabliczki z sumeryjskim pismem obrazkowym, będące głównie tekstami ekonomicznymi.
Suchy klimat, który nastał pod koniec czwartego tysiąclecia p.n.e. wymusił na mieszkańcach południowej Mezopotamii masowe stosowanie irygacji. Spowodowało to wzrost liczby ludności oraz zwiększenie specjalizacji w rzemiośle (zastosowanie irygacji dawało lepsze plony, co zwalniało część społeczeństwa z pracy na roli). Wzrost produkcji zaowocował zwiększonym dobrobytem i niespotykanym wcześniej rozwojem handlu lądowego i morskiego. Przybyło w tym czasie miast, a ich charakterystycznym elementem stała się świątynia umieszczana na sztucznym wzniesieniu (pierwowzór ziguratu). Opanowanie produkcji brązu umożliwiło wytwarzanie nowych broni, co pociągnęło za sobą rozwój fortyfikacji wokół miast i niektórych wsi.
Kultura Dżamdat Nasr była bezpośrednim poprzednikiem cywilizacji sumeryjskiej. Okres ten jest uznawany za koniec prehistorii i początek historii.